# Spencer Horwitz
Spencer Elliott Horwitz (Timonium, Maryland, 14 de noviembre de 1997), más conocido como Spencer Horwitz, es un jugador profesional estadounidense de béisbol que se desempeña en la posición de primera base en Pittsburgh Pirates, equipo de las Grandes Ligas de Béisbol (MLB).

## Carrera
Horwitz hizo su debut en la MLB con el equipo Toronto Blue Jays, en el cual jugó dos temporadas (2023-2024), después pasó a Pittsburgh Pirates.